# Real Stadium Club Ovetense
El Real Stadium Club Ovetense, o abreviadamente Stadium Ovetense, fue un club de fútbol español de la ciudad de Oviedo, fundado en 1914 y desaparecido en 1926 tras  fusionarse con el otro club existente en la ciudad, el Real Club Deportivo Oviedo, para dar paso al Real Oviedo. Era tenido por el equipo de las clases populares de la ciudad en oposición al Real Club Deportivo Oviedo que lo era de las clases pudientes.

## Historia
Tras su fundación el club disputó el Campeonato Regional de Asturias, consiguiendo el título en la temporada 1924-25, primera vez que un equipo de la ciudad de Oviedo lo conseguía tras 8 temporadas, desde el comienzo de la competición, de dominio del Sporting de Gijón.
La alineación del equipo que logró el campeonato, estaba encabezada por el portero Óscar Álvarez, eterno sustituto de Ricardo Zamora en la portería de la selección española, acompañado de Mariscal, Trucha; Justo, Julio Alonso, Vigón; Montalbán, “Tiesu”, Paladini, Barril y Servando. Este once era enteramente de jugadores asturianos y, excepto tres de ellos, nacidos en Oviedo.
Este éxito le dio derecho a participar en 1925 en la competición nacional de aquel momento: la Copa del Rey. Disputó la liguilla de cuartos de final junto con el Celta de Vigo y el Club Deportivo Español de Valladolid, quedando eliminado tras un bagaje de 1 victoria, 1 empate y 2 derrotas.
En la temporada siguiente, 1925-26, el tercer puesto del Stadium Ovetense y la decepcionante actuación del Deportivo Oviedo en el campeonato regional, motivó que se buscara la fusión de ambos clubes con vistas a formar un equipo más poderoso capaz de dominar el fútbol regional y más concretamente al Sporting de Gijón. Tras mediación de Óscar Álvarez, el 14 de marzo se reunieron las directivas de ambos clubes para fijar las condiciones del acuerdo, el 26 de marzo se volvieron a reunir para dar su acuerdo final, fecha que se tiene por la de fundación del nuevo club, y finalmente se firmó el acta de fusión el 26 de abril de 1926.
Una curiosidad relacionada con este club es que Santiago Bernabéu, el que fuera presidente del Real Madrid, perteneció durante unas semanas del verano de 1921 a la disciplina del Stadium Ovetense debido a un traslado a Oviedo por motivos laborales. Llegó a jugar algunos partidos amistosos e incluso a actuar de árbitro en un partido entre la Selección Vasca y el Deportivo Oviedo.

## Uniforme
Vestía camiseta a rayas verticales azules y amarillas o negras y amarillas y pantalón negro.

## Estadios
- Campo de Maniobras de Llamaquique: Usado ya desde los primeros partidos que se jugaron en Oviedo a principios del siglo XX.

- Vetusta: Estaba situado en el barrio de Fozaneldi. Se inauguró el 23 de septiembre de 1923 con un partido ente el Stadium Ovetense y el Racing de Madrid registrándose el resultado de 0-2. Dejó de usarse tras la fusión y desapareció tras la Guerra Civil.

## Jugadores
- Óscar Álvarez. Portero. Fue convocado para la Selección Española, como suplente de Ricardo Zamora, 9 veces siendo jugador del Stadium Ovetense y 2 como jugador del Real Oviedo. Como tal estuvo presente en los Juegos Olímpicos de París de 1924 aunque no llegó a debutar. Consiguió asimismo, ya como jugador del Real Oviedo, ser el portero menos goleado de Segunda División en las temporadas 1931-32 y 1932-33.

- Ulpiano Villazón. Medio. Fue convocado por la selección española de fútbol mientras jugaba en el Stadium, pero no llegó nunca a debutar.

## Palmarés
- Campeonato Regional de Asturias (1): 1924-25